# Ramón Emeterio Betances

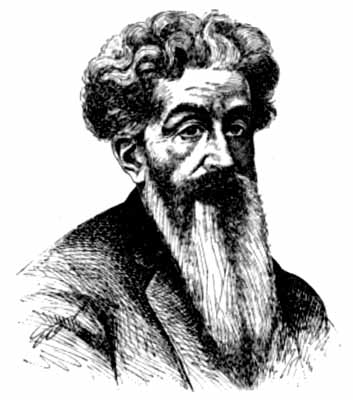
Ramón Emeterio Betances y Alacán

Ramón Emeterio Betances y Alacán (* 8. April 1827 in Cabo Rojo, Puerto Rico; † 18. September 1898 in Neuilly-sur-Seine, Frankreich) war der Anführer des Grito de Lares und gilt als Vater der puerto-ricanischen Unabhängigkeitsbewegung.

## Leben
Als Sohn reicher Landbesitzer erhielt Ramón Emeterio Betances seine Ausbildung an privaten Elite-Schulen. Seine Mutter starb, als er ein junger Mann war, und sein Vater schickte ihn nach Frankreich. 1846 erlangte er seinen Baccalaureus Artium und studierte anschließend Medizin in Paris. 1853 schloss er das Studium an der Sorbonne als Doktor der Medizin und Chirurgie ab.
Bei seiner Rückkehr nach Puerto Rico errichtete er zunächst ein Krankenhaus in Mayagüez. Durch seinen Einsatz rettete er viele Puerto-Ricaner vor der Cholera-Epidemie im Jahre 1856. Zu dieser Zeit kam es zu ersten Konfrontationen mit spanischen Machthabern, da Betances die gebürtigen Spanier im Militär am schlechtesten behandelte. Er spendete viel für die Armen und war deshalb als „Vater der Armen“ bekannt.

## Unabhängigkeit
Betances glaubte an die Abschaffung der Sklaverei und gründete eine geheime Organisation, die Secret Abolitionist Society. Die Gruppe wollte Kinder-Sklaven durch das Sakrament der Taufe befreien. Das auch als „aguas de libertad“ (Wasser der Freiheit) bekannte Ereignis fand in der Kathedrale von Mayagüez statt. Nach der Taufe des Kindes gab Betances den Eltern Geld, mit dem sie das Kind freikaufen konnten.
Die spanische Regierung, die in Puerto Rico herrschte, verbannte Betances ins Exil. Dieser floh in die Dominikanische Republik und ging von dort aus nach New York City, wo er zusammen mit Segundo Ruiz Belvis das Revolutionskomitee von Puerto Rico (The Revolution Committee of Puerto Rico) gründete. Betances und Ruiz kehrten in die Dominikanische Republik zurück, wo sie eine bewaffnete Expedition zur Invasion der Insel gründeten. Sie errichteten außerdem revolutionäre Zellen in Puerto Rico, die u. a. von Manuel Rojas und Mathias Brugman geführt wurden. Betances beauftragte Mariana Bracetti, eine Flagge für die Revolution mit den Farben der Dominikanischen Republik zu nähen. All diese Faktoren führten schließlich zu dem gescheiterten Aufstand, der als Grito de Lares in die Geschichte einging.
Betances kehrte daraufhin nach Paris zurück, wo er seinen Kampf für die Unabhängigkeit Puerto Ricos fortsetzte. Die Abschaffung der Sklaverei am 22. März 1873 war für ihn ein großer Erfolg. Für seine literarischen Werke ehrte die französische Regierung ihn mit dem Orden der Ehrenlegion.
Betances starb 1898 in Frankreich. Die nationalistische Partei Puerto Rican Nationalist Party unter der Führung von José Coll y Cuchi konnte die Legislative der Regierung überreden, einem Transfer von Betances’ Leiche nach Puerto Rico zuzustimmen. Am 5. August 1920 kam die Leiche des Patrioten in San Juan an, von wo aus sie zur Beerdigung nach Cabo Rojo gebracht wurde.
Eine Büste des italienischen Bildhauers Diego Montano ist zusammen mit der Revolutionsflagge des Grito de Lares und der Flagge Puerto Ricos auf dem Marktplatz von Cabo Rojo zu sehen, der nach Betances benannt ist.

## Werke
- Toussaint L’ouverture, los dos indios (1852)
- Un premio de Luis XIV (1853)
- Las cortesanas en París (1853)
- La Vierge de Borinquén (1859)
- La botijuela (1863)
- Washington Haitiano (Essay über Alexandre Pétion, 1871)
- Los viajes de Scaldado (1890)